# Belodon
Belodon – rodzaj fitozaura żyjącego w karniku. Skamieniałości należące do przedstawicieli tego rodzaju znaleziono w Europie. Belodon został nazwany przez niemieckiego paleontologa Hermanna von Meyera w 1844 roku. Do rodzaju Belodon włączano również – oprócz gatunku typowego – wiele innych gatunków, m.in. B. buceros, opisany przez Cope'a w 1881 roku (obecnie Pseudopalatus buceros). Gatunek opisany przez von Meyera w 1860 roku pod nazwą B. kapffi został w 1866 przeniesiony przez O. Fraasa do odrębnego rodzaju Nicrosaurus.